# バスク鉄道博物館
バスク鉄道博物館（スペイン語: Museo Vasco del Ferrocarril, バスク語: Trenbidearen Euskal Museoa）は、スペイン・バスク州ギプスコア県アスペイティアにある鉄道博物館である。

## 概要
かつてバスク地方のほぼ中央部を概ね南北に流れるウロラ川沿いに建設され、後に廃線となったウロラ鉄道の一部を動態保存している。ウロラ川中流域に形成された町であるアスペイティアに、ウロラ鉄道の駅として作られた建物と、この駅周辺の線路を利用して運営されている。産業革命期の蒸気機関車からメトロ・ビルバオの地下鉄車両まで、新旧様々な車両を展示している。また、ディーゼル車、気動車、駅員の制服、駅の備品など、バスクの鉄道に関する様々な物が展示されている。このアスペイティアの町から北の方向へ、隣町のラサオ（Lasao）までの間は線路がつながっている。そして、春季から秋季の週末には、この区間、約5 kmを列車に乗って移動することができる。この約5 kmの区間の路線は山間部を通っており、列車からは周囲の山並みなどを見ることができる。

## 開館時間
2015年5月現在、バスク鉄道博物館が開館している時間は、以下の通りである。
- 土曜日 - 10:30から14:00まで、および、16:00から19:30まで。
- 日曜日 - 10:30から14:00まで。
- 火曜日、水曜日、木曜日、金曜日 - 10:00から13:00まで、および、15:00から18:00まで。

月曜日以外の祝日は、何曜日であっても日曜日と同じ開館時間である。土曜日と日曜日と月曜日以外の祝日には、蒸気機関車が運転される。月曜日は祝日を含めて休館している。

## 写真集

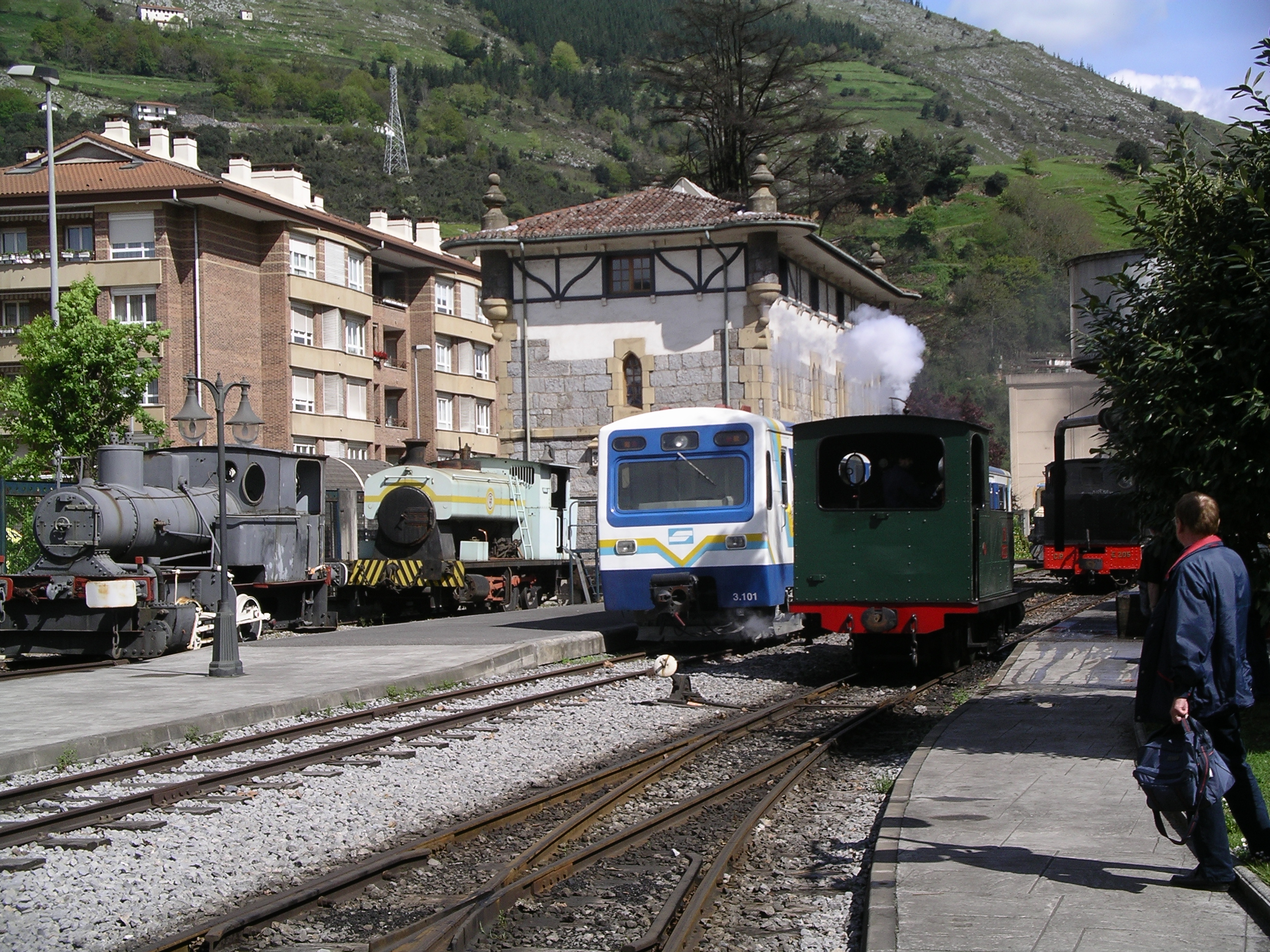
アスペイティア駅
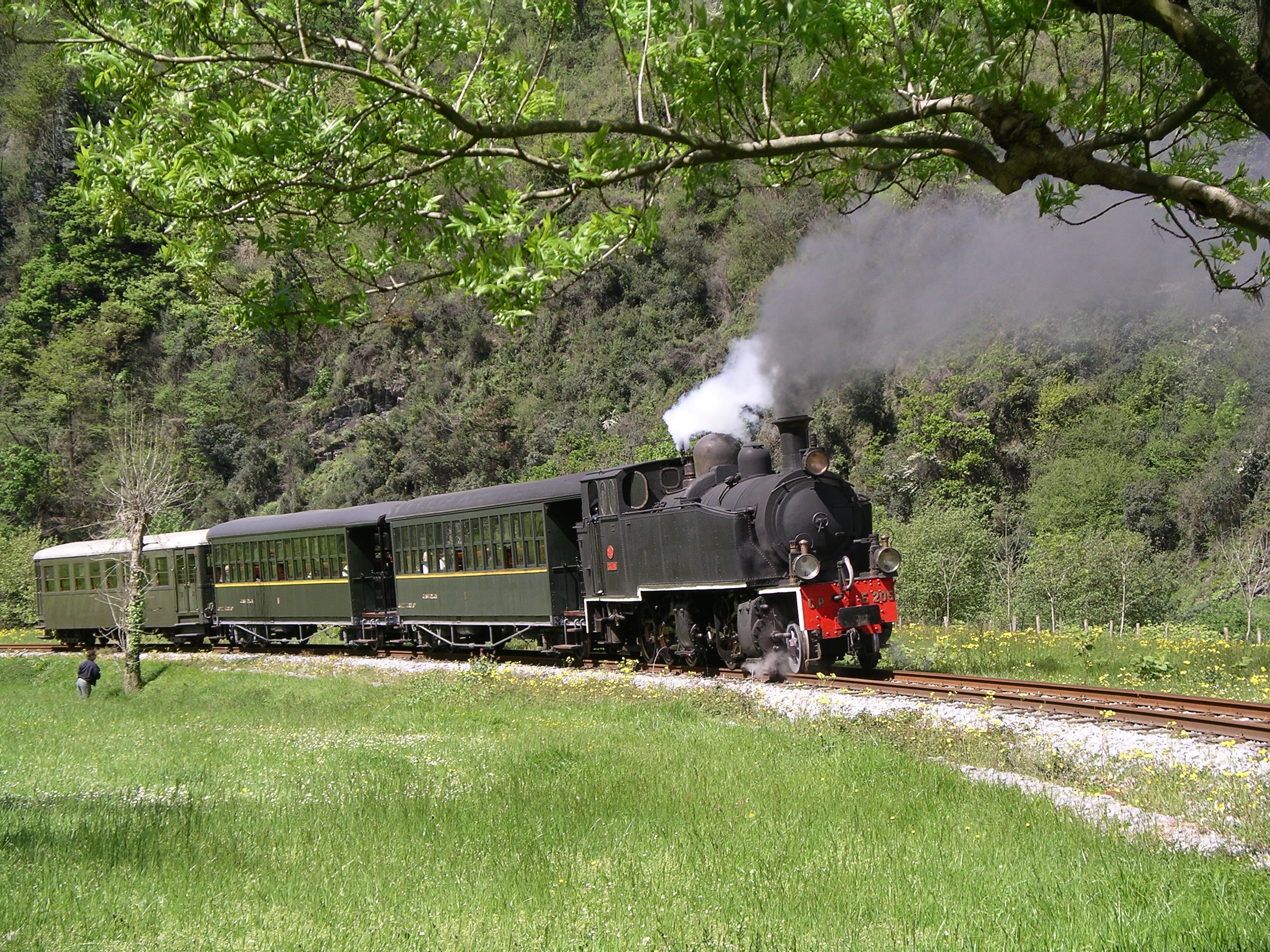
アスペイティアからラサオへと向かう蒸気機関車と客車
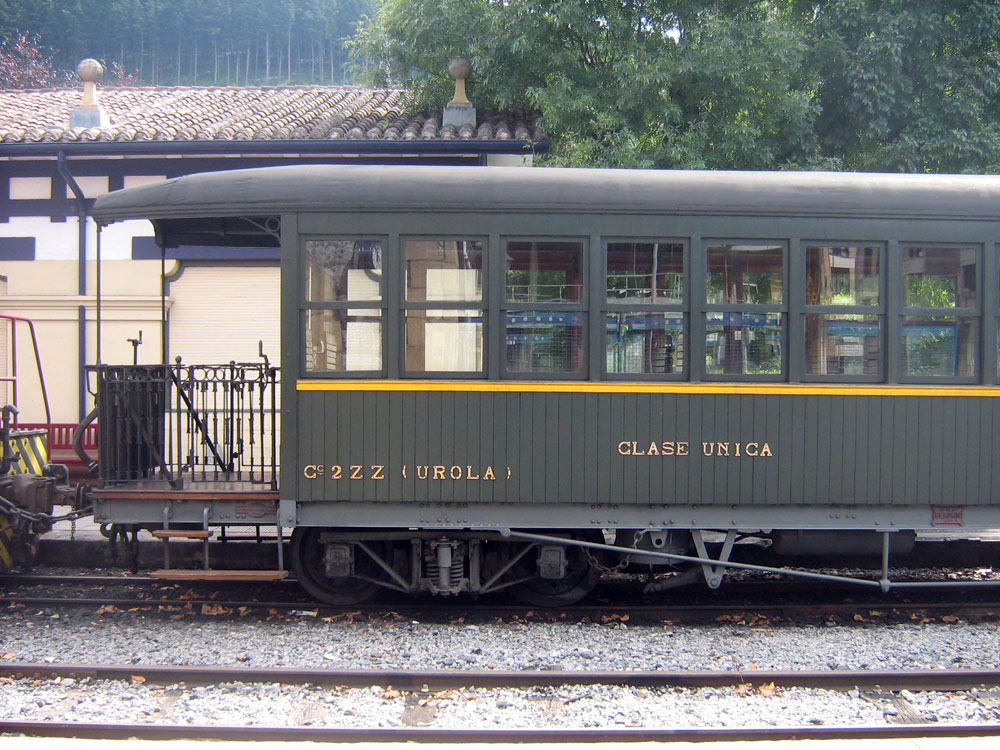
客車後部の拡大写真